# ドルー・ハート
ドルー・ハート（Dru Hart、1948年11月25日 - ）は、アメリカ合衆国・カリフォルニア州サンフェルナンド出身、PLAYBOY誌1968年9月号のプレイメイト。彼女の中央見開き折込ページ（センターフォールド）は、ビル・フィッゲ (Bill Figge) とメル・フィッゲ (Mel Figge) によって撮影された。
撮影当時、ドルーは弁護士事務所の秘書として働いていた。